# 李耀华
李耀华（Michael Lee，1964/1965年—），加拿大政治人物，2017年至2024年間擔任卑詩省議會溫哥華蘭加拉選區議員。他是卑詩聯合黨（前稱卑詩自由黨）黨員，曾於2018年和2022年競選該黨黨魁。

## 背景
李耀华于温哥华土生土长，是香港移民后裔，父亲於1953年从香港前来卑詩大學求学，毕业后创办药房经营小生意，母亲則于1962年自香港来温市团聚，完成卑詩大學的护理课程後任職護士。李耀华本人亦修读于卑詩大學，期间被推选为该校的首位华裔学生会主席，1986年從該校取得生物學理學士學位，1989年取得政治學文學士學位，1992年則取得政治學碩士學位。他后再就读维多利亚大学法律学院，畢業後專注商務法，期間接触到卑詩省各地区多种行业，其中包括林木、矿产、能源和科技等产业，從政前為温哥华羅森倫德爾律师行（Lawson Lundell LLP）的合伙人。 
他与妻子甄淑慧（Christina Yan-Lee）育有三名子女。他於2002年被推选为中侨互助会副主席，並曾任大溫哥華基督教青年会、卑詩司法教育協會和溫哥華市中心商業促進會等機構之理事。

## 從政
聯邦進步保守党国会议员金·坎貝爾任職司法部长和国防部长期間，李耀华曾任她的特别助理，而他亦曾任該黨的青年活動組織者。他也曾於1990年溫哥華市選協助陳志動競逐市議會議席。
李耀華於2002年加入卑诗省自由党，後主要從事幕後職務，曾任該黨的會員主席。他於2017年5月9日省選中代表該黨競逐卑詩省議會溫哥華蘭加拉選區議席，並以10,047票對8,058票击败卑诗新民主党候选人王白进，首度當選省議員，再於2020年省選在該區連任。他曾在省議會中出任官方反對黨的原住民關係共同評議員、司法評議員、以及運輸基建和運輸聯線事務評議員。
簡蕙芝於2017年7月宣布辭任卑詩自由黨黨魁後，李耀華於同年9月宣布參與該黨黨魁選舉。選舉結果於2018年2月公布，李耀華在第三輪投票敗於當選的韋勤信和第二名的沃茨（Dianne Watts）。自由黨在2020年省選落敗後韋勤信請辭黨魁，李耀華則於2021年6月宣布再度競選該職。選舉結果於2022年2月公布，他在第五輪投票敗於當選的馮宜幹和第二名的駱嘉鷹。
2024年7月，李耀華宣布不會在同年省選中競逐連任省議員，同年10月任期屆滿卸任後出任一軟件公司之首席策略官。

## 選舉成績
| 選舉年 | 選區         | 候選人 | 候選人 | 所屬黨派 | 票數   | 得票率 | 開支       | 對手   | 對手       | 所屬黨派 | 票數   | 得票率   | 開支       | 總票數 | 多數票 | 投票率 |
| ------ | ------------ | ------ | ------ | -------- | ------ | ------ | ---------- | ------ | ---------- | -------- | ------ | -------- | ---------- | ------ | ------ | ------ |
| 2017   | 溫哥華蘭加拉 |        | 李耀華 | 自由黨   | 10,047 | 47.46% | $57,579    |        | 王白進     | 新民主黨 | 8,058  | 38.06%   | $76,064    | 21,171 | 1,989  | 56.44% |
| 2017   | 溫哥華蘭加拉 |        | 李耀華 | 自由黨   | 10,047 | 47.46% | $57,579    | 傅珍妮 | 綠黨       | 2,894    | 13.67% | $6,271   |            | 21,171 | 1,989  | 56.44% |
| 2017   | 溫哥華蘭加拉 |        | 李耀華 | 自由黨   | 10,047 | 47.46% | $57,579    |        | 你的政黨   | 172      | 0.81%  | $6,699   |            | 21,171 | 1,989  | 56.44% |
| 2020   | 溫哥華蘭加拉 |        | 李耀華 | 自由黨   | 9,888  | 48.51% | $58,300.21 |        | 張慈櫻     | 新民主黨 | 8,431  | 41.36%   | $42,051.83 | 20,383 | 1,457  | 49.45% |
| 2020   | 溫哥華蘭加拉 |        | 李耀華 | 自由黨   | 9,888  | 48.51% | $58,300.21 |        | 綠黨       | 1,840    | 9.03%  | $2420.05 |            | 20,383 | 1,457  | 49.45% |
| 2020   | 溫哥華蘭加拉 |        | 李耀華 | 自由黨   | 9,888  | 48.51% | $58,300.21 |        | 自由意志黨 | 224      | 1.10%  | $0.00    |            | 20,383 | 1,457  | 49.45% |

## 外部連結
- （英文）卑詩省議會網站 李耀華議員簡介 （页面存档备份，存于）